# Aculepeira travassosi
Aculepeira travassosi is een spinnensoort uit de familie van de wielwebspinnen (Araneidae).
De wetenschappelijke naam van de soort werd in 1948 gepubliceerd door Benedicto Abílio Monteiro Soares & Hélio Ferraz de Almeida Camargo.